# Фомін Анатолій Дмитрович
Анатолій Дмитрович Фомін (13 липня 1930, тепер Російська Федерація — 26 березня 2009) — радянський військовий діяч, генерал-лейтенант, 1-й заступник командувача військ Київського військового округу. Депутат Верховної Ради УРСР 11-го скликання.

## Біографія
У 1948 році закінчив Сталінградське суворовське військове училище.
З 1950 року служив у Радянській армії.
Член КПРС з 1952 року.
Закінчив Військову академію імені Фрунзе та Військову академію Генерального штабу Збройних Сил СРСР імені Ворошилова.
У грудні 1971 — вересні 1974 року — командир 6-ї гвардійської мотострілецької дивізії в Групі радянських військ в Німеччині.
Потім був на керівних військових посадах в 14-й гвардійській загальновійськовій армії Одеського військового округу.
З січня 1978 по вересень 1979 року — командувач 39-ї загальновійськової армії Забайкальського військового округу (Монгольська Народна Республіка, штаб в місті Улан-Уде Бурятської АРСР).
У 1981—1988 роках — 1-й заступник командувача військ Червонопрапорного Київського військового округу. Учасник ліквідації аварії на Чорнобильській АЕС.
Потім — у відставці.

## Звання
- генерал-майор (15.12.1972)
- генерал-лейтенант (1978)

## Нагороди
- два ордени Червоної Зірки
- Орден «За службу Батьківщині в Збройних Силах СРСР» ІІ ст.
- Орден «За службу Батьківщині в Збройних Силах СРСР» ІІІ ст.
- медалі